# Karl Henze
Karl Henze (Holzminden, 1916. január 20. – Neunkirchen-Seelscheid, 1985. szeptember 25.) német katona. Azon 882 személy egyike, akik megkapták a Vaskereszt Lovagkeresztjének tölgyfalombokkal díszített változatát. A második világháború végén hadifogságba került. Szabadulása után még 1970-ig szolgált a hadseregben.